# Jewgienij Kabanow
Jewgienij Iwanowicz Kabanow (ros. Евгений Иванович Кабанов, ur. 20 listopada 1918 we wsi Biegiczewo obecnie w obwodzie woroneskim, zm. 19 czerwca 1989 w Moskwie) – radziecki lotnik wojskowy, generał major, Bohater Związku Radzieckiego (1944).

## Życiorys
Do 1935 skończył 7 klas szkoły, a w 1939 technikum budowlane w Woroneżu, pracował jako technik w Ertilu. Od grudnia 1939 służył w armii, w czerwcu 1941 ukończył Wojskowo-Morską Szkołę Lotniczą im. Lewoniewskiego w Mikołajowie, od listopada 1942 uczestniczył w wojnie z Niemcami w eskadrze 73 pułku/12 gwardyjskiego pułku lotnictwa bombowego. Walczył w składzie Sił Powietrznych Floty Bałtyckiej, brał udział w obronie Leningradu, walkach o kraje nadbałtyckie i ataku na Królewiec. Do czerwca 1944 jako nawigator (szturman) klucza 12 gwardyjskiego pułku lotnictwa bombowego 8 Dywizji Lotniczej Sił Powietrznych Floty Bałtyckiej wykonał 103 loty bojowe bombowcem Pe-2, niszcząc osobiście 1 transport i w grupie 2 transporty wroga oraz 1 okręt i uszkadzając 3 okręty wroga. W walce powietrznej strącił myśliwiec wroga. Po wojnie do 1946 był nawigatorem 12 gwardyjskiego pułku lotnictwa bombowego Sił Powietrznych Floty Bałtyckiej, w 1951 ukończył Akademię Wojskowo-Powietrzną w Monino i został nawigatorem 2 Gwardyjskiej Dywizji Lotniczej Sił Powietrznych Floty Czarnomorskiej, 1954-1955 był głównym nawigatorem Sił Powietrznych Floty Czarnomorskiej. W 1955 był głównym nawigatorem Sił Powietrznych Floty Północno-Bałtyckiej, od lutego do grudnia 1956 głównym nawigatorem 9 Korpusu Lotnictwa Myśliwskiego Sił Powietrznych Floty Bałtyckiej, a od grudnia 1956 do kwietnia 1974 głównym nawigatorem lotnictwa całej Marynarki Wojennej ZSRR, następnie odszedł do rezerwy. Później pracował w Państwowym Naukowo-Badawczym Instytucie Systemów Lotniczych. 17 sierpnia 1971 otrzymał tytuł zasłużonego nawigatora wojskowego ZSRR. Został pochowany na Cmentarzu Mitińskim w Moskwie w Moskwie. Jego imieniem nazwano ulice w Ertilu i w jego rodzinnej wsi.

## Awanse
- młodszy porucznik (21 czerwca 1943)
- porucznik (3 listopada 1943)
- starszy porucznik (17 maja 1944)
- kapitan (1 listopada 1944)
- major (20 stycznia 1949)
- podpułkownik (3 listopada 1952)
- pułkownik (30 marca 1957)
- generał major lotnictwa (22 lutego 1963)

## Odznaczenia
- Złota Gwiazda Bohatera Związku Radzieckiego (22 lipca 1944)
- Order Lenina (22 lipca 1944)
- Order Czerwonego Sztandaru (pięciokrotnie, 22 maja 1943, 14 października 1943, 30 kwietnia 1944, 17 maja 1945 i 22 lutego 1968)
- Order Wojny Ojczyźnianej I klasy (11 marca 1985)
- Order Wojny Ojczyźnianej II klasy (22 lutego 1945)
- Order Czerwonej Gwiazdy (30 grudnia 1956)
- Medal „Za zasługi bojowe” (15 listopada 1950)

I inne.